# هيلموت فالتر كوماندتجيسيلشافت
Hellmuth Walter Kommanditgesellschaft ( HWK )، هيلموت فالتر كوماندتجيسيلشافت ( HWM )، أو المعروفة باسم Walter-Werke، كانت شركة ألمانية أسسها البروفيسور هيلموت والتر لمتابعة اهتمامه بالمحركات التي تستخدم بيروكسيد الهيدروجين كوقود.
بعد أن جرب الطوربيدات والغواصات، بدأ بتصميم محركات الصواريخ للطائرات وأسس HWK في كيل عام 1935.
خلال الحرب العالمية الثانية، طورت HWK وبنيت مجموعة متنوعة من محركات الصواريخ بإقلاع معزز بالوقود النفاث والصواريخ الموجهة، قبل تطوير محركات الدفع الرئيسية للطائرات الاعتراضية التي تعمل بالصواريخ، ولا سيما مسرشميت مي 163 كومت وباكيم با 349 ناتر.
صممت HWM المنجنيق البخاري الذي أطلق قنبلة في-1 الطائرة. تم توليد البخار من خلال الجمع بين T-Stoff وZ-Stoff. 
تم إنهاء الشركة في عام 1945 وواصل فالتر عمله بعد ذلك في الولايات المتحدة.

## مرجع
1. ↑  Zaloga، Steven (2008). German V-Weapon Sites 1943-45. Oxford: Osprey Publishing. ص. 17. ISBN:9781846032479.{{استشهاد بكتاب}}:  صيانة الاستشهاد: التاريخ والسنة (link)

## رابط خارجي
- http://www.walterwerke.co.uk/walter/index.htm